# 1992年冬季残疾人奥林匹克运动会韩国代表团
1992年冬季残疾人奥林匹克运动会韩国代表团是韩国派出的1992年冬季残疾人奥林匹克运动会代表团。未获得奖牌。